# Paspalum anderssonii
Paspalum anderssonii är en gräsart som beskrevs av Carl Christian Mez. Paspalum anderssonii ingår i släktet tvillinghirser, och familjen gräs. Inga underarter finns listade i Catalogue of Life.